# Beyond Good and Evil 2
Beyond Good and Evil 2 (с англ. — «За гранью добра и зла 2») — будущая компьютерная игра в жанре action/RPG, предыстория игры Beyond Good & Evil 2003 года выпуска, разрабатываемая студией Ubisoft Montpellier. Издателем игры выступит компания Ubisoft.
Первая Beyond Good & Evil должна была стать первой частью предполагаемой трилогии. О создании сиквела было объявлено 28 мая 2008 года в Лувре на проходивших там Ubidays.
По состоянию на 2024 год, игра по-прежнему находится в разработке без анонсированной даты релиза.

## Сюжет
Изначально, во второй половине 2000-х разработчики заявляли, что вторая часть игры неразрывно связана с первой частью, и что содержит в себе большое разнообразие уровней, большое количество эмоций в игровом процессе и большое количество персонажей. Также была обещана тема о будущем планеты и взаимоотношениях с животными.
На презентации E3 2018 Ubisoft продемонстрировала новый ролик, в котором были представлены герои предыдущей игры Пей’Дж и Джейд.

## Разработка игры
Как предполагалось, оригинальная Beyond Good & Evil станет началом трилогии. Мишель Ансель заявил, что он написал историю целой вселенной Beyond Good & Evil, которая была намного длиннее той, что была показана в первой части, но из-за её малых продаж компания Ubisoft не захотела финансировать продолжение.
Впервые Мишель Ансель намекнул на Beyond Good & Evil 2 в интервью Nintendo Power, в котором подтвердил то, что он был занят работой над новым проектом, который для него очень много значит. Он также рассказал о Джейд (главной героине из первой игры) и сказал, что надеется на то, что её история будет продолжена.
В 2008 году Мишель Ансель впервые рассказал о Beyond Good & Evil 2 в интервью французскому журналу Jeux Vidéo, где он заявил, что игра в разработке в течение года, но ещё должна была быть утверждена Ubisoft. Менее чем через две недели вышел трейлер игры, который был показан на Ubidays. Тем не менее, игра была представлена только в качестве следующего проекта Мишеля Анселя и Ubisoft Montpellier, но никаких конкретных деталей, даты релиза или названия не было объявлено.
В октябре 2016 года Ubisoft официально объявила, что создание игры перешло в стадию активного производства. Над новой частью Beyond Good & Evil работают сам Мишель Ансель и студия Ubisoft Montpellier — то самое отделение, которое создало первую часть.
12 июня 2017 года компания Ubisoft в рамках презентации на E3 2017 продемонстрировала первый трейлер Beyond Good and Evil 2. Здесь же было объявлено, что концепция игры кардинально поменялась: вместо сиквела она будет приквелом к первой части.
В 2020 году Ubisoft потрясли многочисленные скандалы, связанные с обвинениями в сексуальных домогательствах сотрудников студий, расследования которых привело к увольнению Мишеля Анселя. Журналистское расследование, проведенное французским изданием Libération, показало, что в ходе разработки Beyond Good and Evil 2 команда под управлением Анселя была дезорганизована, что приводило к нескольким перезапускам и переносам проекта начиная с момента анонса в 2010 году. Когда Ансель покинул компанию, Ubisoft сообщала, что он «уже некоторое время не участвовал напрямую в разработке BG&E2». В июле 2021 году Ubisoft в финансовом отчёте заявила о продолжающейся разработке игры, однако не предоставила приблизительных сроков предполагаемого выхода.
По состоянию на 2024 год, Beyond Good and Evil 2 находится в производственном аду на протяжении уже свыше 16 лет с момента анонса, «побив» антирекорд, установленный продолжительной разработкой Duke Nukem Forever.